# Margareta Gunsdotter
Margareta Birgitta Gunsdotter Hayes, tidigare Gunsdotter, Larsson, Sandstedt, ogift Lindberg, ursprungligen Inger Birgitta Johansson, född 18 juli 1964 i Hofors församling i Gävleborgs län, är en svensk politiker (partilös, tidigare sverigedemokrat). Hon var ordinarie riksdagsledamot 2010–2018, invald i riksdagen för Sverigedemokraterna för Västmanlands läns valkrets (2010) respektive Västra Götalands läns östra valkrets (2014).
Före september 2018 bytte hon efternamnet Larsson till Gunsdotter. Hon är mor till Louise Erixon (född 1989) som har varit sambo med Sverigedemokraternas partiledare Jimmie Åkesson.

## Politisk karriär
Gunsdotter Hayes gick med i Sverigedemokraterna 2004. Hon var 2006–2011 ordinarie ledamot av kommunfullmäktige i Gävle kommun samt 2006–2015 ledamot av Kyrkomötet och 2006–2012 ledamot av Uppsala stiftsfullmäktige.

### Riksdagsledamot
Hon valdes in som riksdagsledamot för Sverigedemokraterna i riksdagsvalen 2010 och 2014. I september 2015 meddelade hon att hon lämnat partiet och var resterande del av mandatperioden politisk vilde.
I riksdagen var Gunsdotter Hayes ledamot i EU-nämnden 2010–2012, kulturutskottet 2012–2014 och Nordiska rådets svenska delegation 2012–2013. Hon var suppleant i arbetsmarknadsutskottet, civilutskottet, EU-nämnden, finansutskottet, försvarsutskottet, justitieutskottet, konstitutionsutskottet, kulturutskottet, miljö- och jordbruksutskottet, näringsutskottet, skatteutskottet, socialförsäkringsutskottet, socialutskottet, trafikutskottet, utbildningsutskottet och Riksrevisionens styrelse.
Under sin tid i riksdagen lämnade Gunsdotter Hayes in flera motioner i barn- och ungdomsfrågor, till exempel om upprättelse för vanvårdade barn (2014/15:2510), om placerade barns rätt till skolgång (2014/15:2930) och om rätten att överklaga vårdnadsutredningar (2013/14:So261). Gunsdotter Hayes har vidare engagerat sig i frågor som rör kriminalitet, till exempel frågan om att kriminalisera sexhandel (2012/13:Ju394) och slumpmässiga drogtester i trafiken (2013/14:Ju228). Hon drev också utbildningsfrågor, till exempel ledarskapsutbildning för lärare (2013/14:Ub471) och tioårig grundskola (2012/13:Ub225). Som politisk vilde har hon skrivit flera fristående motioner, bland annat en om självmordsprevention (2017/18:1546).
Gunsdotter Hayes blev uppmärksammad 2011 när hon vid ett anförande i riksdagen angav att kostnaden för EU:s energistrategi "Energy 2020" skulle vara 400 000 euro och att detta motsvarade 40 000 miljarder kronor, där det första beloppet enligt SD:s pressansvarige Martin Kinnunen skulle vara 4 000 miljarder euro. Gunsdotter Hayes kritiserades senare för att det angivna beloppet i kronor avsåg ett ytterlighetsscenario i "Energy 2020", där kostnaden för ett mera troligt scenario var 1 000 miljarder euro ("one trillion euro") motsvarande cirka 10 000 miljarder kronor.

### Avhopp från Sverigedemokraterna
I slutet av september 2015 meddelade Gunsdotter Hayes att hon lämnat Sverigedemokraterna, eftersom hon ställde sig kritisk till partiledningens sätt att leda partiet. Hon kvarstod som riksdagsledamot utan partianknytning, men deltog inte i riksdagens arbete. Gunsdotter Hayes drev under den här tiden en massagesalong medan hon tog ut ett riksdagsarvode på 62 400 kronor i månaden. Hon medgav själv att hennes agerande var "moraliskt förkastligt" och hon kritiserades av talman Urban Ahlin. 2017 återvände hon till riksdagsarbetet.

## Familj
1999 gifte hon sig med Roland Sandstedt (född 1960). De skilde sig 2011 och hon gifte sig andra gången 2012 med Johan Larsson (född 1974). Hennes dotter, Louise Erixon, har varit sambo med Sverigedemokraternas partiledare Jimmie Åkesson. Före september 2018 bytte hon efternamnet Larsson till Gunsdotter. Sedan februari 2020 heter hon Gunsdotter Hayes.